# Полночное небо
«Полночное небо» (англ. The Midnight Sky) — научно-фантастический фильм 2020 года режиссёра Джорджа Клуни, снятый по роману «Доброе утро, полночь» Лили Брукс-Долтон. Главный герой в исполнении Клуни — учёный со станции, находящийся за Полярным кругом, должен предупредить возвращающийся на Землю космический корабль о глобальной катастрофе. В остальных ролях снялись Фелисити Джонс, Дэвид Ойелоуо, Тиффани Бун, Демиан Бичир, Кайл Чендлер и Каойлинн Спрингэлл.
Фильм вышел в ограниченный прокат США 11 декабря 2020 года, а 18 декабря стал доступен на Netflix. «Полночное небо» получило неоднозначные отзывы критиков, однако Национальный совет кинокритиков США включил его в список десяти лучших фильмов 2020 года. На 93-й церемонии вручения премий «Оскар» фильм был номинирован в категории «Лучшие визуальные эффекты».

## Сюжет
Августин Лофтхаус — амбициозный учёный, занимающийся поиском пригодных для жизни планет, которые могло бы освоить человечество. После выступления с презентацией на гала-вечере он знакомится с Джин Салливан, и у них возникают романтические отношения. Забеременев, Джин бросает Лофтхауса из-за его одержимости работой и неспособности налаживать связи с другими людьми. Несколько лет спустя Лофтхаус снова случайно встречает Джин и обнаруживает, что у них есть дочь, но не хочет знакомиться с нею.
Тридцать лет спустя, в 2049 году, в результате глобальной катастрофы погибает большинство населения Земли, а поверхность планеты оказывается заражена радиацией. Лофтхаус отказывается эвакуироваться вместе с другими сотрудниками базы в Арктике, зная, что ему осталось жить недолго из-за серьёзной болезни, требующей диализа. Он пытается связаться с активными космическими миссиями, чтобы предупредить их о ситуации на Земле, но обнаруживает в строю лишь космический корабль «Эфир», который возвращается после исследования K-23, пригодного для жизни спутника Юпитера, который в своё время открыл Лофтхаус. Экипаж «Эфира» ничего не знает о событиях на Земле. Лофтхаус пытается связаться с астронавтами, но антенна в обсерватории Барбо недостаточно мощная, чтобы сигнал достиг корабля.
У Лофтхауса начинаются провалы в памяти. После пожара на кухне он находит спрятавшуюся под столом маленькую девочку, которая не разговаривает. Лофтхаус пытается связаться с эвакуационной командой, но она вне зоны доступа. С помощью рисунка девочка сообщает Лофтхаусу, что её зовут Айрис. Лофтхаус проникается симпатией к девочке и вместе с ней отправляется на снегоходе на арктическую метеостанцию, где есть более мощная антенна. Во время одного из привалов снегоход тонет вместе с оборудованием для диализа, что обрекает Лофтхауса на смерть в ближайшее время. Прибыв на базу, Лофтхаус удается установить контакт с «Эфиром», но корабль попадает в поле астероидов, которые повреждают радар и системы связи.
Для ремонта корабля беременная астронавт Салли и её партнер, командир Адеволе, вместе с бортинженером Майей выходят в открытый космос. Команде удается починить связь и радар, но они попадают под новую волну астероидов, которые смертельно ранят Майю. Салли связывается с Лофтхаусом, который предлагает  ей не возвращаться на Землю, а вместо этого вернуться на К-23 и начать там новую жизнь. Пилот «Эфира» Том Митчелл отказывается, но, узнав последние слова своей жены и увидев выжженную поверхность Земли, понимает, что в интересах экипажа вернуться на спутник Юпитера. Тем не менее он решает использовать один из посадочных модулей, чтобы вернуться на Землю в надежде найти свою семью, которая могла укрыться в убежище. Санчес, который относился к Майе как к дочери, решает лететь вместе с ним и похоронить её. 
Во время последнего сеанса связи Салли говорит о том, что Лофтхаус стал одной из причин, по которой она устроилась на работу в космическую программу НАСА. Она благодарит Лофтхауса, отмечая, что  её мать Джин работала с ним и однажды принесла домой лунный камень, подаренный им. Она также говорит, что её полное имя — Айрис Салливан. Лофтхаус отвечает, что знает это имя, давая понять, что юная Айрис, которую он видел — всего лишь галлюцинация. Салли спрашивает, как Лофтхаус оказался на арктической базе, с которой он вышел на связь, и тот отвечает, что хотел кому-то помочь, тем самым намекая, что причина, по которой он отслеживал миссию «Эфира», заключалась не только в том, что он открыл спутник, на которую отправился космический корабль, но и в том, что он знал, что Салли — его дочь, и что она является участницей этой миссии. Перед тем, как отправиться умирать на холод, Лофтхаус заявляет,  что гордится их знакомством, а Салли описывает ему пейзажи K-23. Салли и Адеволе, теперь единственные выжившие, берут курс на К-23, где они надеются дать человечеству второй шанс.

## В ролях
- Джордж Клуни — Августин Лофтхаус
  - Итан Пек — молодой Августин
- Фелисити Джонс — Айрис «Салли» Салливан
  - Каойлинн Спрингэлл — Айрис в детстве
- Дэвид Ойелоуо — командир Гордон Адеволе
- Тиффани Бун — Майя Питерс
- Демиан Бичир — Санчеc
- Кайл Чендлер — Митчелл
- Софи Рандл — Джин Салливан
- Тим Расс — Мэйсон Мосли
- Мириам Шор — жена Митчелла

## Создание
В июне 2019 года стало известно о том, что Джордж Клуни по заказу Netflix снимет фильм на основе романа «Доброе утро, полночь» Лили Брукс-Долтон и сыграет в нём главную роль. Начало съёмок было запланировано на октябрь 2019 года. В июле к актёрскому составу присоединилась Фелисити Джонс. Вскоре после прохождения кастинга Джонс забеременела; Клуни переписал сценарий, сделав её персонажа беременной, а не стал прибегать к услугам дублёра тела.
В августе к актёрскому составу присоединились Кайл Чендлер и Дэвид Ойелоуо, а в октябре — Тиффани Бун и Кайолинн Спрингэлл. В ноябре 2019 году к проекту присоединился Демиан Бичир. В январе 2020 года было объявлено, что во второстепенных ролях снимутся Софи Рандл, Итан Пек, Тим Расс и Мириам Шор.
Съёмки начались 21 октября 2019 года в Англии, а завершились в Исландии 7 февраля 2020 года. Сцены, происходящие во время метели, снимались на вершине исландского ледника при ветре скоростью 50 миль в час (80 км/ч) и температуре –40 ° C. Часть съёмок также проходила на острове Пальма (Канарские острова, Испания). Ради роли Клуни похудел на 25 фунтов (~ 11,5 кг). Сцены, происходящие на Земле с участием Клуни, были сняты до конца 2019 года, а сцены, действие которых происходит в космосе, снимались после рождественских каникул.

## Релиз
Фильм вышел в ограниченный прокат США 11 декабря 2020 года, а 23 декабря был выпущен в цифровом формате. Он стал самым просматриваемым фильмом на Netflix в первые пять дней. Фильм оставался в ТОП-10 в течение первых 12 дней после выхода. Впоследствии Netflix сообщил, что за первую неделю фильм посмотрели 72 млн домохозяйств. В марте 2021 года журнал Variety сообщил, что «Полночное небо» стало самым просматриваемым фильмом Netflix, номинированным на премию «Оскар», и присвоил ему рейтинг зрелищности 98 из 100.

## Награды и номинации
| Награда                                     | Дата вручения   | Категория                                          | Номинанты и получатели                                           | Результат | П.     |
| ------------------------------------------- | --------------- | -------------------------------------------------- | ---------------------------------------------------------------- | --------- | ------ |
| «Спутник»                                   | 15 февраля 2021 | Лучшая операторская работа                         | Мартин Рюэ                                                       | Номинация | [ 22 ] |
| «Спутник»                                   | 15 февраля 2021 | Лучшая музыка к фильму                             | Александр Деспла                                                 | Победа    | [ 22 ] |
| «Спутник»                                   | 15 февраля 2021 | Лучший художник-постановщик                        | Джим Бисселл и Джон Буш                                          | Номинация | [ 22 ] |
| «Спутник»                                   | 15 февраля 2021 | Лучший звук                                        | Рэнди Том, Дэн Хилэнд, Тодд Беккет, Дэнни Хэмбрук и Бьорн Шредер | Номинация | [ 22 ] |
| «Спутник»                                   | 15 февраля 2021 | Лучшие визуальные эффекты                          | Марк Баковски, Джорджина Стрит и Джилл Брукс                     | Номинация | [ 22 ] |
| Золотой глобус                              | 28 февраля 2021 | Лучшая музыка к фильму                             | Александр Деспла                                                 | Номинация | [ 23 ] |
| Ассоциация голливудских критиков            | 5 марта 2021    | Лучшая операторская работа                         | Мартин Рюэ                                                       | Номинация | [ 24 ] |
| Ассоциация голливудских критиков            | 5 марта 2021    | Лучшая музыка                                      | Александр Деспла                                                 | Номинация | [ 24 ] |
| Ассоциация голливудских критиков            | 5 марта 2021    | Лучшие визуальные эффекты                          | Мэтт Касмир, Крис Лоуренс, Дэйв Уоткинс и Макс Соломон           | Номинация | [ 24 ] |
| Выбор критиков                              | 7 марта 2021    | Лучшая музыка                                      | Александр Деспла                                                 | Номинация | [ 25 ] |
| Выбор критиков                              | 7 марта 2021    | Лучшая юная актриса                                | Каойлин Спрингэлл                                                | Номинация | [ 25 ] |
| Выбор критиков                              | 7 марта 2021    | Лучшие визуальные эффекты                          | Марк Баковски, Джорджина Стрит и Джилл Брукс                     | Номинация | [ 25 ] |
| Премия Гильдии художников-постановщиков США | 10 апреля 2021  | Лучший художник-постановщик фантастического фильма | Джим Биссел                                                      | Номинация | [ 26 ] |
| BAFTA                                       | 11 апреля 2021  | Лучшие визуальные эффекты                          | Мэтт Кашмир, Крис Лоуренс и Дэвид Уоткинс                        | Номинация | [ 27 ] |
| Оскар                                       | 25 апреля 2021  | Лучшие визуальные эффекты                          | Мэтью Касмир, Кристофер Лоуренс, Макс Соломон и Дэвид Уоткинс    | Номинация | [ 28 ] |